# Patras (gmina)
Patras (gr. Δήμος Πατρέων, Dimos Patreon) – gmina w Grecji, w administracji zdecentralizowanej Peloponez, Grecja Zachodnia i Wyspy Jońskie, w regionie Grecja Zachodnia, w jednostce regionalnej Achaja. Siedzibą gminy jest Patras. W 2011 roku liczyła 213 984 mieszkańców. Powstała 1 stycznia 2011 roku w wyniku połączenia dotychczasowych gmin: Patras, Wrachneika, Rio, Mesatida i Paralia.